# Ljubav prema bližnjemu
Ljubav prema bližnjemu općenito označava spremnost osobe pomoći svojim bilžnjem i požrtvovnost. Nesebična spremnost za pomoć i spremnost za pomirenje kao ljudsko ponašanje nalazi se na cijelom svijetu, a u većini religija svijeta utemeljen je kao osnovni etički stav. 
Termin potječe od zapovijedi Tore (Lev 19:18 EU):
"Ljubi bližnjega svoga kao samoga sebe; Ja sam JHWH.

## Vanjske poveznice
- Ljubav prema Bogu i bližnjemu
- Ljubav prema bližnjem, A. Gaston Courtois  Arhivirana inačica izvorne stranice od 18. siječnja 2011. (Wayback Machine)